# Lanzamisiles

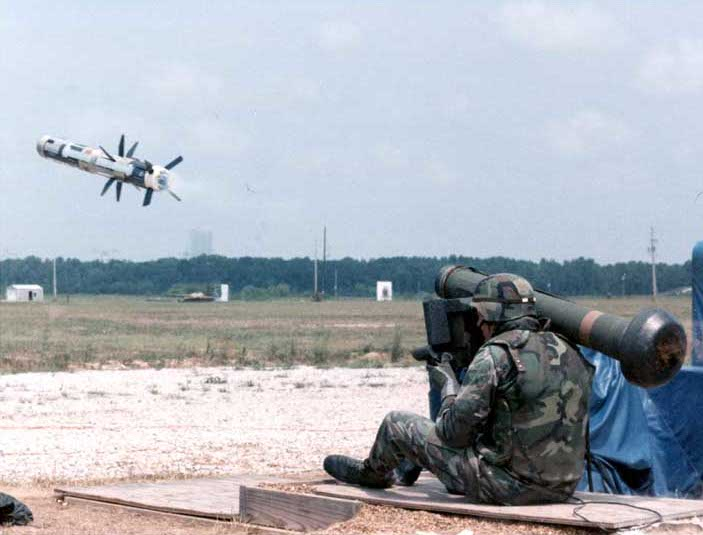
Lanzamisiles FGM-148 Javelin.

Un lanzacohetes o lanzamisiles o bazuca (Bazooka) es un arma que dispara un proyectil autopropulsado a un blanco. Es lo suficientemente pequeño como para ser disparado desde el hombro de una persona (a diferencia de otros misiles que necesitan ser disparados desde algún vehículo). Este tipo de arma lanza el proyectil desde un tubo generalmente abierto en el que los gases de ignición del cohete son expulsados por detrás como una llamarada. En algunos casos, la parte de detrás, o incluso la de delante, del tubo están tapadas, no para bloquear, sino que son destruidas cuando el misil es expulsado.
Algunos lanzamisiles usan lo que muchos llaman una granada propulsada. Es muy efectiva contra vehículos como tanques y otro tipo de vehículos de combate.
Existen también otro tipo de lanzamisiles que usan misiles guiados, los cuales ya no se denominan granadas propulsadas y pueden ser de dos tipos: 
- Misil tierra-tierra (GTGM "Ground-to-ground missile" en inglés)
- Misil tierra-aire (GTAM "Ground-to-air missile")

## Historia
Los primeros lanzamisiles fueron documentados en la China imperial. Consistían en flechas modificadas por la fijación de un motor de cohete al eje, a unas pocas pulgadas detrás de la punta de flecha. El cohete es impulsado por la ignición de la pólvora en el motor. 
Eran construidos de madera, cestería y tubos de bambú. Los lanzamisilies dividían los cohetes con marcos destinados a mantenerlos separados, y fueron capaces de disparar múltiples cohetes a la vez. En la edición 1510 del Wujing Zongyao, traducida por Joseph Needham y otros en la Universidad de Princeton, se encuentran pruebas textuales e ilustraciones de varios lanzadores de cohetes antiguos.
El 1510 Wujing Zongyao describe el lanzacohetes "serpiente larga", un lanzamisiles construido en madera y transportado con una carretilla, y el lanzacohetes "cien tigres", hecho de madera y capaz de disparar 320 flechas de cohetes.

### Segunda Guerra Mundial
Los programas de investigación de antes de la guerra sobre la tecnología de cohetes militares, por parte de muchas de las principales potencias, condujeron a la introducción de varios sistemas de artillería de cohetes con lanzadores fijos o móviles, a menudo capaces de disparar varios cohetes en un solo disparo. 
Los cohetes tienen un sistema de ignición que en muchos casos consiste en una tapa de percusión que no fue implementada hasta el desarrollo del Panzerfaust alemán de la Segunda Guerra Mundial, un arma de un solo disparo. La Bazooka y el Panzerschreck utilizado por el Ejército Alemán fueron armas que después tuvieron la capacidad de recargarse.
Los desarrollos posteriores de estas armas incluyeron los Lanzacohetes múltiples Mattress para el bombardeo de tierra a tierra, y los cohetes RP-3 aire-tierra, que se lanzaban desde rieles instalados en aviones de combate. En Alemania, el Nebelwerfer 41 de 15 cm era una adaptación de un mortero de humo de cañón múltiple para cohetes de artillería. El Katiusha soviético era un sistema autopropulsado, montado en camiones, tanques e incluso trenes. El ejército de los Estados Unidos desplegó el sistema T34 Calliope montado en el tanque al final de la guerra.

## Uso
Los lanzamisiles han sido armas portables que se han usado para darle a la infantería poder contra los vehículos armados enemigos. Los cohetes que lanzan permiten destruir fácilmente helicópteros, transportes de tierra de blindaje ligero y unidades de soporte aéreo.
Los ataques con este tipo de armas generalmente toman la forma de emboscadas, aprovechando el factor sorpresa. Se busca inmovilizar un convoy, destruir a sus defensores y contenidos y huir antes de dar tiempo a que llegue el apoyo aéreo o de artillería.
Los misiles del arma se lanzan desde un tubo para prevenir que el usuario se queme con la llamarada de ignición del proyectil. En algunos casos hay una segunda fase donde el misil vuelve a tener una propulsión que hace que su velocidad aumente aún más. Esto se produce a una distancia segura del usuario, de manera que no reciba daño alguno (un ejemplo de esto es el misil del FIM-92 Stinger).
Este tipo de armas también pueden disparar otro tipo de proyectiles que son efectivos contra la infantería. Lanzacohetes como el RPG-7, Carl Gustaf M3, SMAW, Panzerfaust 3 y RPO-A Shmel pueden usar cohetes térmicos, de fragmentación o ambos.
La milicia normalmente usa de dos a cuatro soldados para disparar el lanzamisiles por cada unidad atacada. Aunque se puede disparar certeramente desde 300m, el rango más efectivo va desde los 50 a los 100m.